# Zielony Trójkąt (AK)
Zielony Trójkąt – polska podziemna organizacja militarna związana z Armią Krajową. Działała w roku 1945 na terenie powiatów: wrzesińskiego, gnieźnieńskiego i konińskiego. 

## Historia grupy
Grupa została sformowana przez Leona Wesołowskiego (ps. Wichura, także fałszywe nazwisko Ambroży Tadeusz, 1924-1945), po rozbiciu w końcu marca 1945 przez polskie organa bezpieczeństwa publicznego grupy Franciszka Pliszki (Miecz i Pług), działającej w okolicach Sokołowa Podlaskiego. Wesołowski otrzymał wówczas rozkaz przeniesienia się w rodzinne strony (ziemia wrzesińska) i założenie tam nowego oddziału przygotowującego miejscową ludność do ewentualnego powstania antykomunistycznego. W maju 1945 Wesołowski nawiązał kontakt z Lucjanem Najrzałem, który już wcześniej poczynił pierwsze kroki organizacyjne w tym zakresie. W efekcie powstała grupa o nazwie Zielony Trójkąt, której szefem został Najrzał, a zastępcą Wesołowski. Oddział organizował zbrojne akcje w okolicach Wrześni, m.in.:
- 28 czerwca 1945 w Broniszewie – napad na majątek Państwowych Nieruchomości Ziemskich i pozyskanie materiałów biurowych celem wytwarzania fałszywych dokumentów,
- lipiec 1945 w Sobieszewie – napad na oficera radzieckiego i pozyskanie broni,
- 13 lipca 1945 we Wrześni – akcja uszkodzenia pomnika żołnierzy radzieckich,
- 23 lipca 1945 w Sokolnikach – napad na mleczarnię i pozyskanie pieniędzy (3600 zł), roweru i żywności,
- lipiec 1945 w Sokolnikach – rekwizycja koni i roweru naczelnikowi poczty,
- 28 lipca 1945 na szosie między Sędziwojewem, a Gutowem – potyczka z żołnierzami Armii Czerwonej (jeden ranny czerwonoarmista),
- sierpień 1945 w rejonie Gorzykowa i Niechanowa – obława polskich organów bezpieczeństwa, w której zabito jednego z oficerów PUBP w Gnieźnie, a kierowcę z tej instytucji ciężko raniono,
- 5 września 1945 w Sokolnikach – napad na mleczarnię i pocztę – pozyskanie broni i pieniędzy[2],
- 6 września 1945 w Borzykowie – napad na pocztę i siedzibę UB (pozyskanie broni i dokumentów)[2],
- 23-24 września 1945 w Borzykowie – kolejny napad na posterunek MO i UB w poszukiwaniu dokumentów (bez sukcesu)[2].

W listopadzie 1945 podczas udanej obławy na 14-osobową grupę, która miała odbić aresztowanego członka oddziału Jelenia w Strzelnie, Wesołowskiego postrzelono w oblężonej kamienicy. Jeszcze żywego rozebrano i pozostawiono w samej bieliźnie na ulicy, licząc, że stanowić będzie przynętę dla innych członków grupy. Ostatecznie dobił go kolbą pistoletu jeden z pracowników UB. Ciało przeniesiono pod krzyż około pół kilometra od miejsca oblężenia, gdzie pozostawiono je na dalsze trzy dni jako przynętę. Podstęp nie udał się – mieszkańcy zaczęli natomiast znosić w to miejsce kwiaty i znicze. Ostatecznie pogrzeb Wesołowskiego odbył się 24 listopada 1945 przy licznym udziale mieszkańców Strzelna. Legenda głosi, że z pobliskiego lasu rozległy się salwy karabinowe oddane przez pozostałych przy życiu członków oddziału. Krzyż z pseudonimem Wichura po kilku dniach usunęło UB i grób pozostał na długie lata bezimienny. Po śmierci Wichury dowodzenie objął Mieczysław Małecki ps. Huragan. 

## Proces
Ostatecznie do grudnia 1945 schwytano większość pozostałych członków grupy (jak nazywała ich ówczesna władza oraz prasa – bandy), których proces odbył się w Auli Uniwersyteckiej w Poznaniu w dniach 6-10 grudnia tego roku. Sześć osób skazano na karę śmierci, a pozostałych na kary od dwóch do dziesięciu lat więzienia. Jedna osoba została uniewinniona. Wśród oskarżonych była m.in. matka czterech córek. 